# 路德維希·卡西米爾 (霍恩洛厄-諾恩施泰因)
路德維希·卡西米爾（德語：Ludwig Casimir，1517年1月12日—1568年8月24日），霍恩洛厄-諾恩施泰因伯爵，格奧爾格一世的長子，1551年至1568年在位。

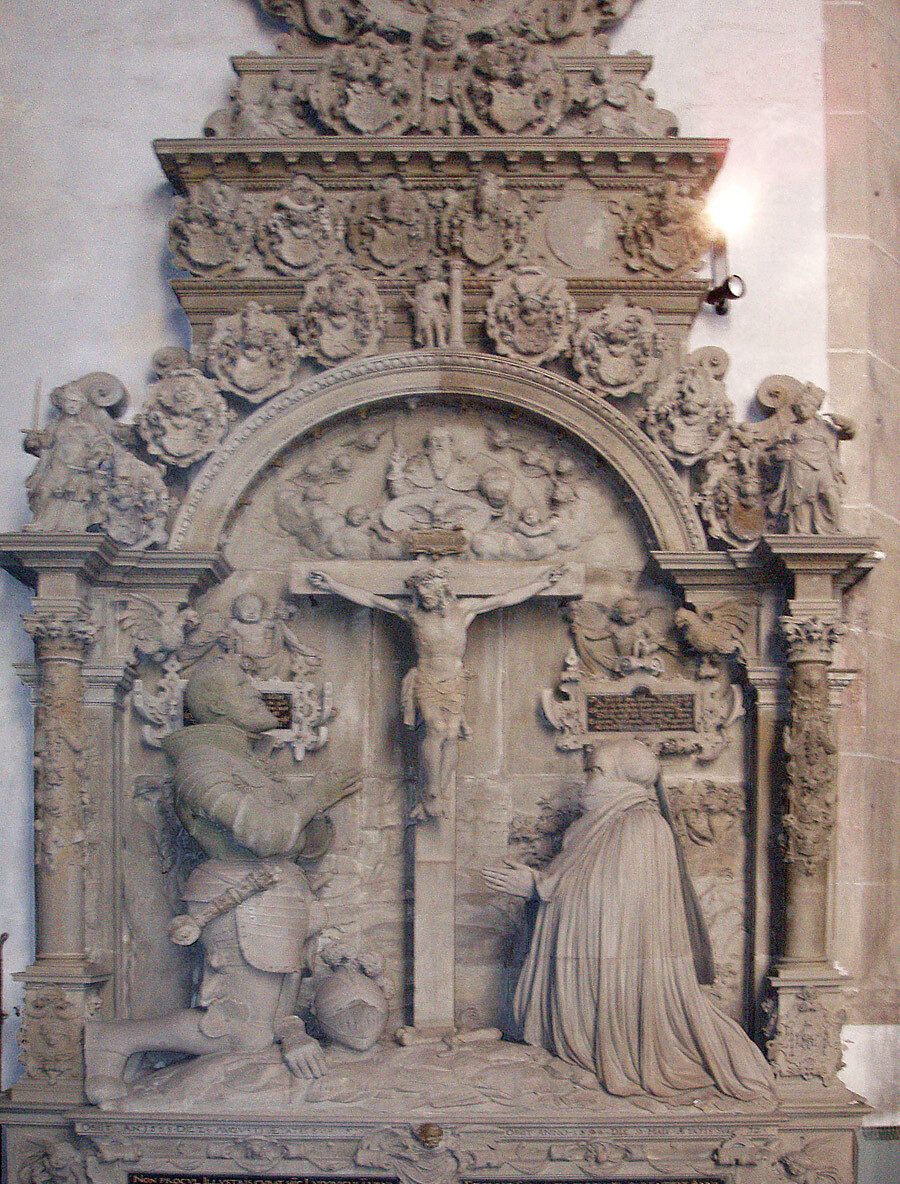
路德維希·卡西米爾之墓

## 家庭
1540年，路德維希·卡西米爾和索爾姆斯-里希的安娜（Anna zu Solms-Lich）結婚，兩人共有四個兒子：
1. 阿爾布雷希特（1543年—1575年）
2. 沃夫岡（1546年—1610年）
3. 菲利普（英语：Philip of Hohenlohe-Neuenstein）（1550年—1606年）
4. 腓特烈（1553年—1590年）